# Konstantin Porochine
Konstantin Ivanovitch Porochine (en russe : Константин Иванович Порошин) est un joueur russe de volley-ball né le 3 mars 1979. Il mesure 2,10 m et joue central.

## Clubs
| Club                    | De        | À         |
| ----------------------- | --------- | --------- |
| Université de Barnaoul  | 1997-1998 | 2006-2007 |
| Gazprom-Iourga Sourgout | 2007-2008 | 2009-2010 |
| VK Kouzbass Kemerovo    | 2010-2011 | ...       |

## Palmarès
- Coupe de Russie
  - Finaliste : 2011